# ناحیه هیلیوبولیس
ناحیه هیلیوبولیس (به عربی: دائرة هیلیوبولیس) یک ناحیه در الجزایر است که در استان قالمه واقع شده‌است. ناحیه هیلیوبولیس ۳۸٬۹۰۱ نفر جمعیت دارد.